# 溝洫志
沟洫志，东汉班固撰。继《史记·河渠书》之后中国第二部水利通史。
班固所著《汉书》中的“十志”之一，即《汉书》卷二十九。记西汉河渠水利之事。撰著年代约在建初八年（83年）前。本书全文共5317字，叙述结构可划为29段，前半部分1—12段除引漳溉邺等个别史实外，基本基本同与《史记·河渠书》，记述禹治洪水到汉武帝兴水利的史实；后半部分13—29段则系统记述了汉元鼎六年至元始四年（前111年—公元4年）间的水利史实，记载了历代众多水利工程，对黄河防洪问题尤为重视。着重记叙黄河洪灾及其治理规划、方略和工程措施，几乎涉及后世工程技术的所有门类。其后《宋史》、《金史》、《元史》、《明史》和《清史稿》中都有《河渠志》。

## 延伸阅读
[在维基数据编辑]
 《漢書/卷028上》，出自班固《漢書》
 《漢書/卷028下》，出自班固《漢書》
 《漢書/卷029》，出自班固《漢書》